# Bovolone
Bovolone là một đô thị ở tỉnh Verona trong vùng Veneto của Ý, có cự ly khoảng 90 km về phía tây của Venice và khoảng 25 km về phía nam của về phía đông của Verona. Tại thời điểm ngày 31 tháng 12 năm 2004, đô thị này có dân số 13.934 người và diện tích là 41,4 km².
Đô thị Bovolone có các frazione (subdivision) Villafontana.
Bovolone giáp các đô thị: Cerea, Concamarise, Isola della Scala, Isola Rizza, Oppeano, Salizzole, và San Pietro di Morubio.